# Cầu Traianus
Cầu Traianus (tiếng Romania: Podul lui Traian; tiếng Serbia: Трајанов мост / Trajanov most), còn gọi là Cầu Apollodorus trên sông Danube, là một cầu vòm La Mã, là cây cầu đầu tiên được xây dựng bắc qua sông Danube, và cũng là một trong những thành tựu vĩ đại nhất của kiến trúc La Mã. Mặc dù nó chỉ được sử dụng trong vài thập kỷ, nhưng trong hơn 1.000 năm đây là cây cầu vòm dài nhất về tổng chiều dài cầu và chiều dài nhịp.
Cầu được xây dựng vào năm 105 CN bởi kiến trúc sư Hy Lạp Apollodorus của Damascus theo chỉ thị của Hoàng đế Traianus trước khi bùng nổ Chiến tranh Dacian lần thứ hai, nhằm phục vụ cho quân đội La Mã vượt sông.

## Mô tả

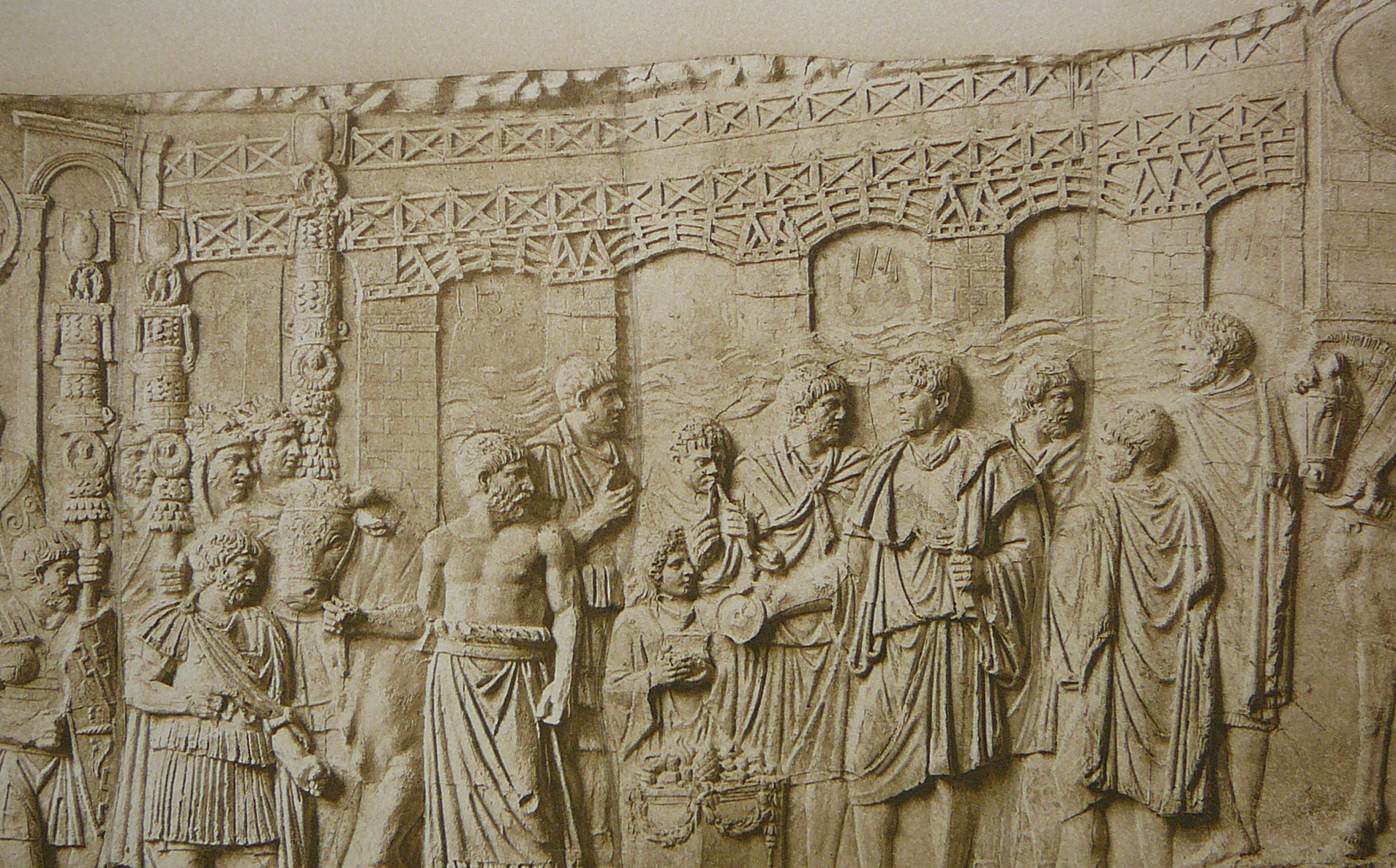
Giảm tải trên các cột của cầu nhờ vào các vòm phân đoạn trên các trụ bê tông cao; ở phía trước, hoàng đế Trajan đang cúng tế sông Danube

Cây cầu nằm ở phía đông của Cổng Sắt, gần các thành phố ngày nay là Drobeta-Turnu Severin ở Romania và Kladovo ở Serbia. Công trình của nó được Hoàng đế Traianus ra lệnh xây để làm tuyến đường tiếp tế cho các quân đoàn La Mã chiến đấu ở Dacia.
Cấu trúc dài 1.135 m (3.724 ft) (sông Danube rộng 800 m (2.600 ft) trong khu vực đó), rộng 15 m (49 ft) và cao 19 m (62 ft), được đo từ bề mặt nước của con sông. Ở mỗi đầu là một castrum La Mã, mỗi bên được xây dựng một lối vào, do đó việc đi qua cây cầu chỉ có thể bằng cách đi bộ ngang qua các trại quân đội.
Các công sự kiểm soát được gọi là Pontes và Drobeta (Drobetis). Ở bờ phải, ngày nay là thành phố Kostol gần Kladovo, một khu Pontes với khu định cư dân sự được xây dựng vào năm 103. Nó chiếm vài ha đất và được xây dựng cùng lúc với cây cầu. Hiện nay vẫn còn có thể nhìn thấy phế tích của khu này dài 40 m (130 ft) cùng với thành lũy dày. Những mảnh gốm sứ, gạch và tiền xu La Mã đã được tìm thấy. Một cái đầu bằng đồng của Hoàng đế Traianus cũng đã được phát hiện ở Pontes. Đó là một phần của bức tượng được dựng ở lối vào cầu và ngày nay được lưu giữ tại Bảo tàng Quốc gia ở Belgrade. Ở bờ trái có một khu Drobeta. Ngoài ra còn có một bức tượng Traianus bằng đồng khác ở phía bên kia của cây cầu.

Con đường của Trajan cắt vào vách đá của bờ phải sông Danube. Con đường quân sự ở biên giới Dunube từ Singidunum qua Viminacium đến cầu Trajan được bảo vệ bởi nhiều công sự. Cổng Sắt vào những năm 1930.

Kỹ sư xây cầu là Apollodorus của Damascus, ông đã sử dụng các vòm gỗ, mỗi vòm dài 38 m (125 ft) đặt trên hai mươi cột trụ làm bằng gạch, vữa và xi măng pozzolana. Nó được xây dựng nhanh một cách bất thường (trong khoảng từ năm 103 đến năm 105), việc xây dựng sử dụng một giếng chìm gỗ cho mỗi cầu tàu.

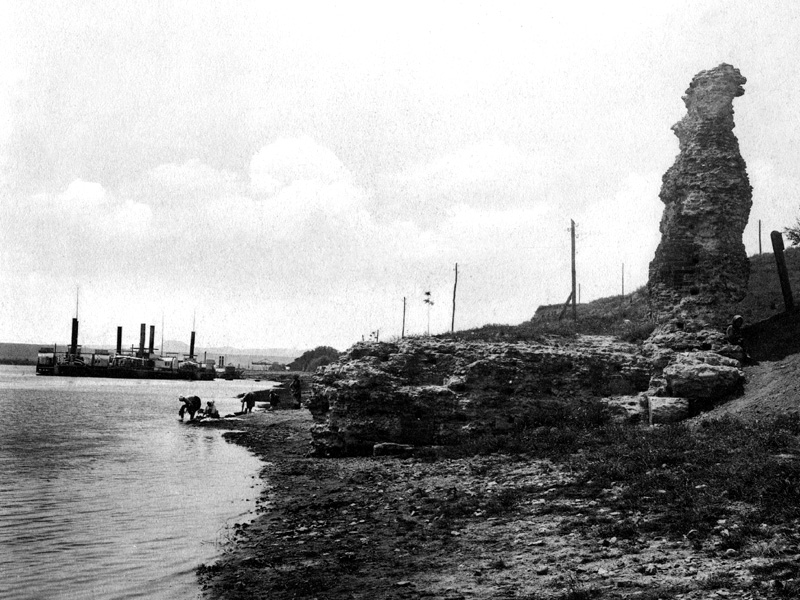
Những tàn tích của cây cầu vào đầu thế kỷ 20, Romania.

Apollodorus đã áp dụng kỹ thuật di dời dòng chảy của sông, sử dụng các nguyên tắc do Thales của Miletus đặt ra trước đó khoảng sáu thế kỷ. Các kỹ sư đã chờ mực nước thấp để đào một con kênh, phía tây trung tâm thành phố Kladovo hiện nay. Nước được chuyển hướng 2 km (1,2 mi) về phía hạ lưu từ công trường xây dựng, qua vùng đất thấp của vùng Ključ region, đến vị trí của ngôi làng Mala Vrbica hiện nay. Các cột gỗ được cắm xuống lòng sông theo bố cục hình chữ nhật, phục vụ làm các trụ đỡ được xây phủ bằng vật liệu đất sét. Các trụ rỗng được lấp đầy bằng đá và được tô bằng vữa, trong khi phần bên ngoài chúng được xây dựng bọc quanh bằng gạch La Mã. Những viên gạch vẫn có thể được tìm thấy khu vực xung quanh ngôi làng Kostol, vẫn giữ nguyên các đặc tính vật lý mà chúng đã có cách đây 2 thiên niên kỷ. Các trụ cầu cao 44,46 m (145,9 ft), rộng 17,78 m (58,3 ft) và cách nhau 17,78 m (58,3 ft). Ngày nay, việc xây dựng cầu được lắp ráp trước rồi mới được lắp đặt trên các trụ cột. Một tình huống dễ dàng cho quá trình xây là năm mà các kênh đào chuyển hướng trở nên khô và mực nước khá thấp. Lòng sông đã gần như hoàn toàn thoát nước khi bắt đầu đặt móng. Có tổng cộng 20 cột trong khoảng cách 50 m (160 ft). Gỗ sồi đã được sử dụng và cây cầu đủ cao để cho phép tàu đi qua trên sông Danube.

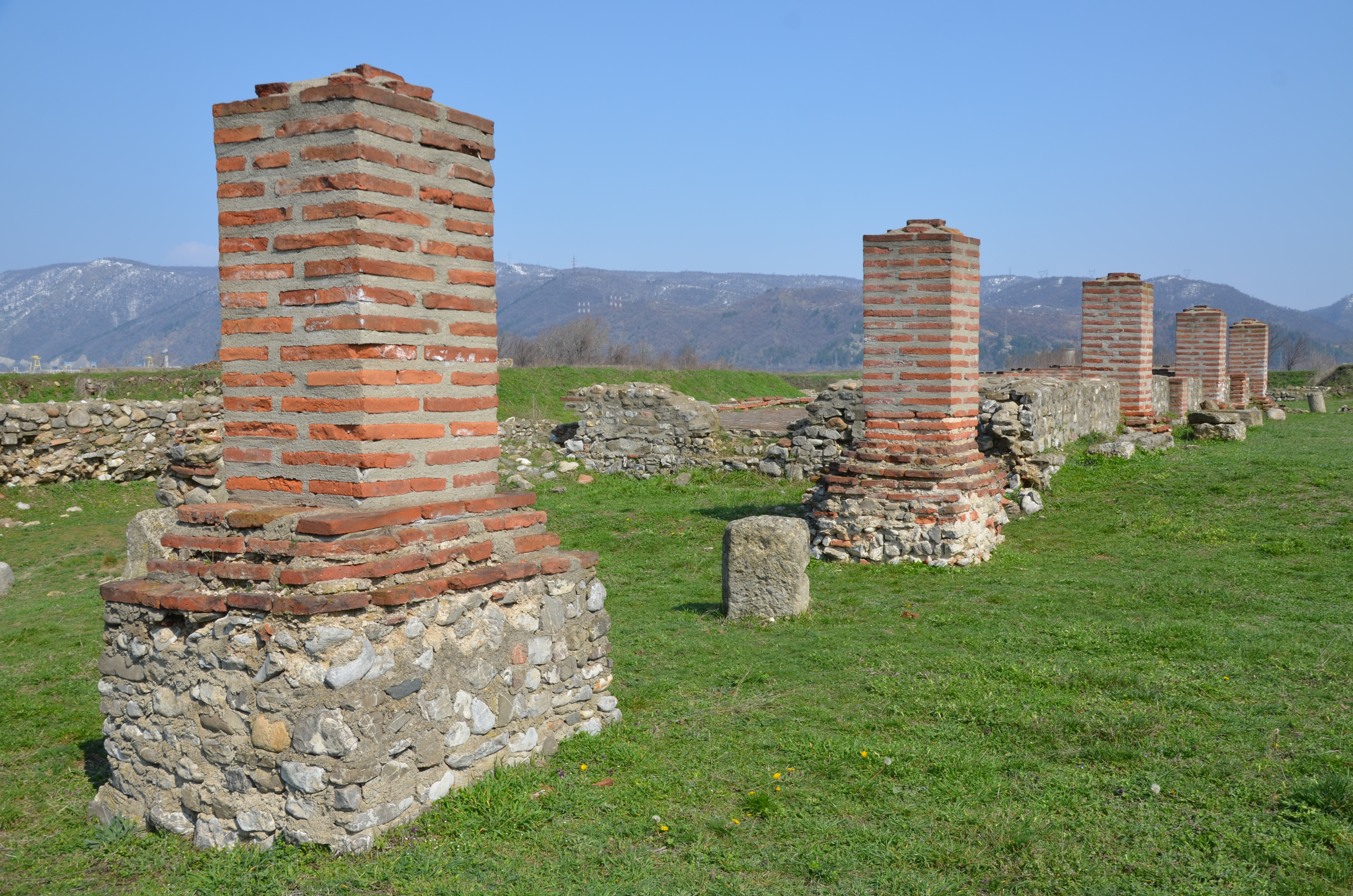
Pháo đài Diana, được xây dựng vào năm 100 sau Công nguyên trong quá trình chuẩn bị của hoàng đế Traianus cho các cuộc chiến Dacian, Moesia Superior (Serbia).

Những viên gạch cũng có một giá trị lịch sử, như các thành viên của quân đoàn La Mã và các Cohort của họ đã tham gia vào việc xây dựng cây cầu, họ khắc tên của đơn vị mình vào những viên gạch. Do đó, người ta biết rằng công việc đã được thực hiện bởi các quân đoàn IV Flavia Felix, VII Claudia, V Macedonica và XIII Gemina và các Cohort I Cretum, II Hispanorum, III Brittonum và I Antiochensium.

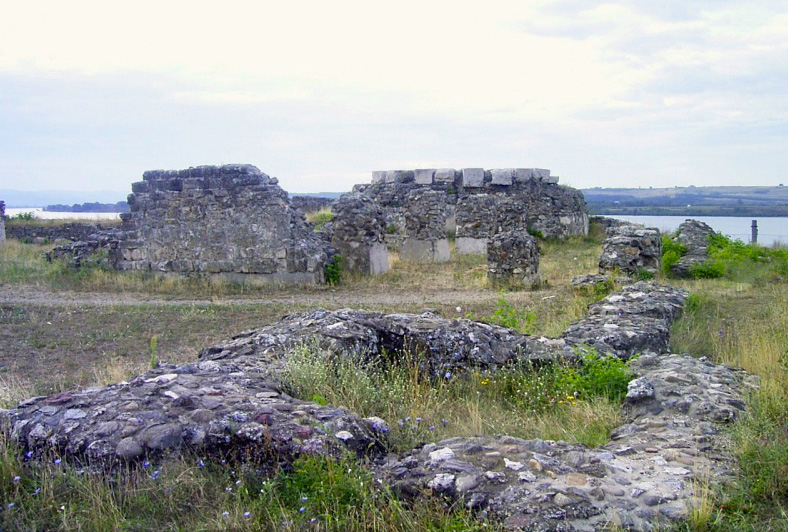
Phần còn lại của pháo đài Drobeta ở bờ trái / bắc sông Danube (Romania), nơi bảo đảm quyền truy cập vào cây cầu của Trajan. Ở bờ phải / phía nam sông Danube (Serbia) là phần còn lại của lâu đài Pontes, phục vụ cho mục đích tương tự.

Việc xây dựng cây cầu là một phần của dự án rộng hơn, bao gồm việc đào kênh chuyển hướng để tránh dòng chảy của Danube, an toàn hơn cho việc điều hướng, xây dựng một hạm đội sông và đồn phòng thủ hùng mạnh, và phát triển các Dịch vụ trên biên giới. Công việc ban đầu khó khăn vì không thể điều hướng trong vùng nước thấp, khi lòng sông đầy đá chặn dòng tàu trên toàn bộ mặt sông Danube. Dùng thiết bị nặng là cần thiết để nâng những tảng đá lớn từ lòng sông và kéo chúng vào bờ tại thời điểm đó, các kỹ sư La Mã đã quyết định cắt kênh đào qua các sườn đá ở bờ phía tây. Nó bắt đầu từ Cổng Sắt, đi ngược dòng đến điểm ghềnh bắt đầu, một chút xuôi dòng từ ngôi làng Novi Sip hiện nay. Phần còn lại của kè bảo vệ ở khu vực này trong quá trình xây dựng kênh cho thấy độ lớn của công trình. Con kênh dài 3,2 km (2,0 mi) đã chuyển hướng dòng sông cho công trình xây dựng thuận lợi. Các kênh đào cũ chứa đầy cát và kệ rỗng thường được tìm thấy trong lòng sông.
Tất cả các công việc này, đặc biệt là cây cầu, phục vụ mục đích chuẩn bị cho cuộc xâm lược của người La Mã ở Dacia, kết thúc với chiến thắng của La Mã vào năm 106 sau Công nguyên. Hiệu quả của việc cuối cùng đánh bại người Dacian và có được vùng đất giàu quặng của họ là rất lớn đến nỗi các chương trình sân khấu La Mã kỷ niệm cuộc chinh phạt kéo dài trong 123 ngày, với 10.000 đấu sĩ tham gia chiến đấu và 11.000 thú bị giết trong thời gian đó.

## Tabula Traiana

Tabula Traiana và đường bộ, gần Kladovo, Serbia, những năm 1930.

Một tấm bia tưởng niệm La Mã ("Tabula Traiana"), rộng 4 mét và cao 1,75 mét, kỷ niệm việc hoàn thành con đường quân sự của Trajan nằm ở phía Serbia đối diện với Romania gần Ogradina. Năm 1972, khi Nhà máy thủy điện Iron Gate I được xây dựng (khiến mực nước dâng cao khoảng 35m), mảng đã được di chuyển khỏi vị trí ban đầu và được nâng lên vị trí hiện tại. Nó ghi:
IMP. CAESAR. DIVI. NERVAE. F
NERVA TRAIANVS. AVG. GERM
PONTIF MAXIMUS TRIB POT IIII 
PATER PATRIAE COS III
MONTIBVS EXCISI(s) ANCO(ni)BVS
SVBLAT(i)S VIA(m) F(ecit)
Văn bản được Otto Benndorf giải thích có nghĩa là:
Hoàng đế Caesar con trai thần Nerva, Nerva Trajan, Augustus, Germanicus, Pontifex Maximus, đã đầu tư lần thứ tư với tư cách là Tribune, Cha của Tổ quốc, Consul cho lần thứ ba, phá núi và dầm gỗ.
Tabula Traiana được tuyên bố là Đài tưởng niệm văn hóa có tầm quan trọng đặc biệt vào năm 1979 và được Cộng hòa Serbia bảo vệ.

### Di dời

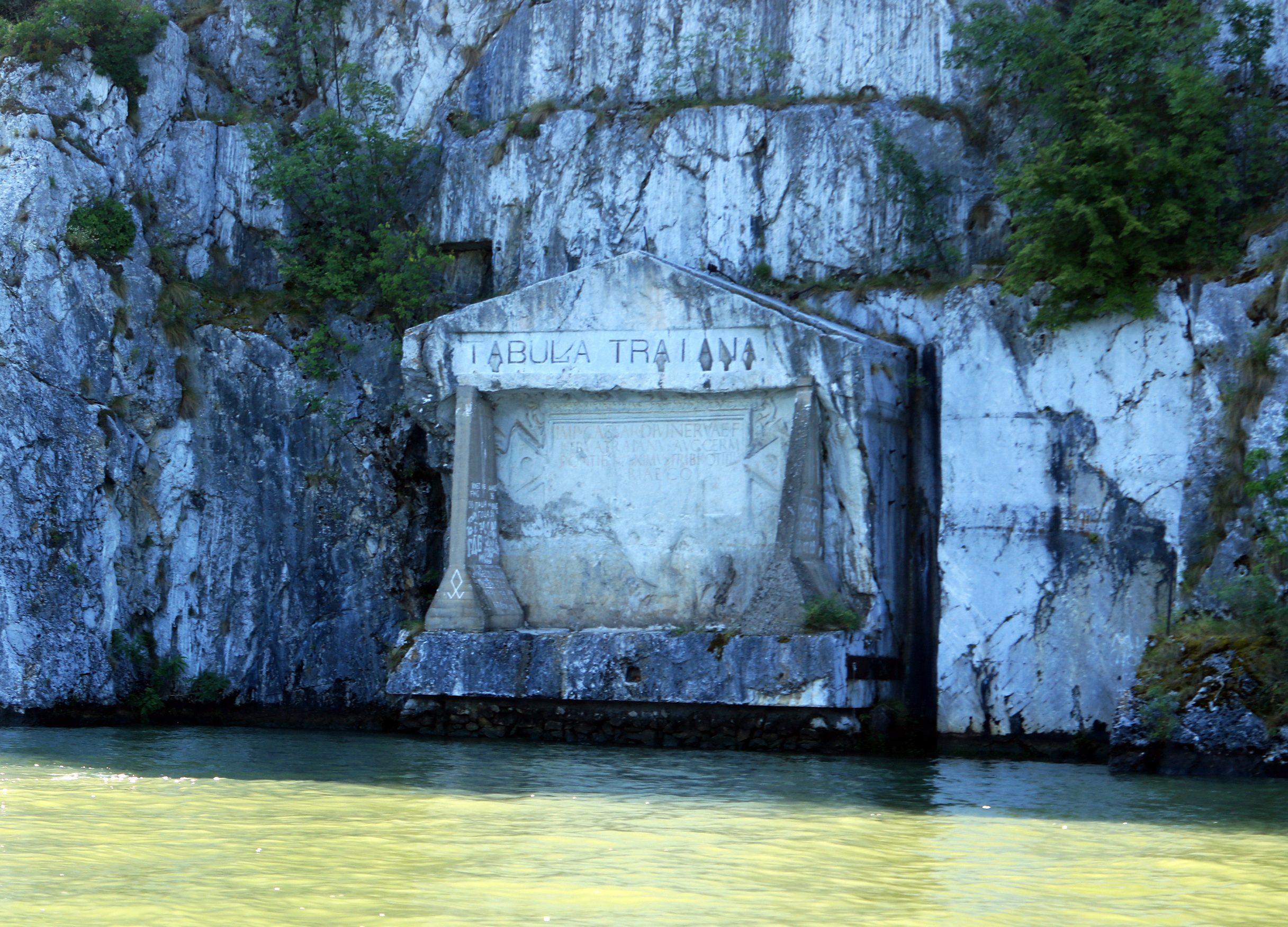
Di dời Tabula Traiana.

Khi kế hoạch cho nhà máy thủy điện trong tương lai và hồ chứa của nó được thực hiện vào năm 1965, xác định nhiều khu định cư dọc theo bờ ở cả Nam Tư và Romania sẽ bị ngập lụt, bao gồm nhiều mảng phế tích lịch sử. Học viện Khoa học và Nghệ thuật Serbia kêu gọi bảo tồn và chính phủ đã chấp nhận điều này này. Doanh nghiệp được giao nhiệm vụ di dời là công ty khai thác "Venčac", họ từng giữ vai trò các chuyên gia di dời ngôi đền Abu Simbel ở Ai Cập.
Ý tưởng đầu tiên là dời các mảng phế tích từ vị trí của nó và xây dựng tường bọc xung quanh nó nhưng các tính toán cho thấy điều này sẽ không hiệu quả. Ý tưởng cắt các mảng thành nhiều mảnh nhỏ hơn để di chuyển đã bị từ bỏ do chất lượng của đá được tạo ra. Đề xuất nâng nó bằng thang máy nổi "Veli Jože" cũng bị loại bỏ. Chuyển động cắt bàn thành một mảnh và đặt nó ở một nơi khác đã bị từ chối vì mảng bám sẽ mất tính nguyên vẹn.
Cuối cùng, người ta quyết định đào một bệ mới vào tảng đá cao 22 m (72 ft) này, phía trên vị trí ban đầu của nó. Các mảng sau đó được cắt thành một mảnh với các đường xung quanh. Sau khi được cắt bằng cưa cáp, khối nặng 350 tấn đã được nâng lên bệ mới. Công trình bắt đầu vào tháng 9 năm 1967 và hoàn thành vào năm 1969.

## Phá hủy và phần còn sót lại

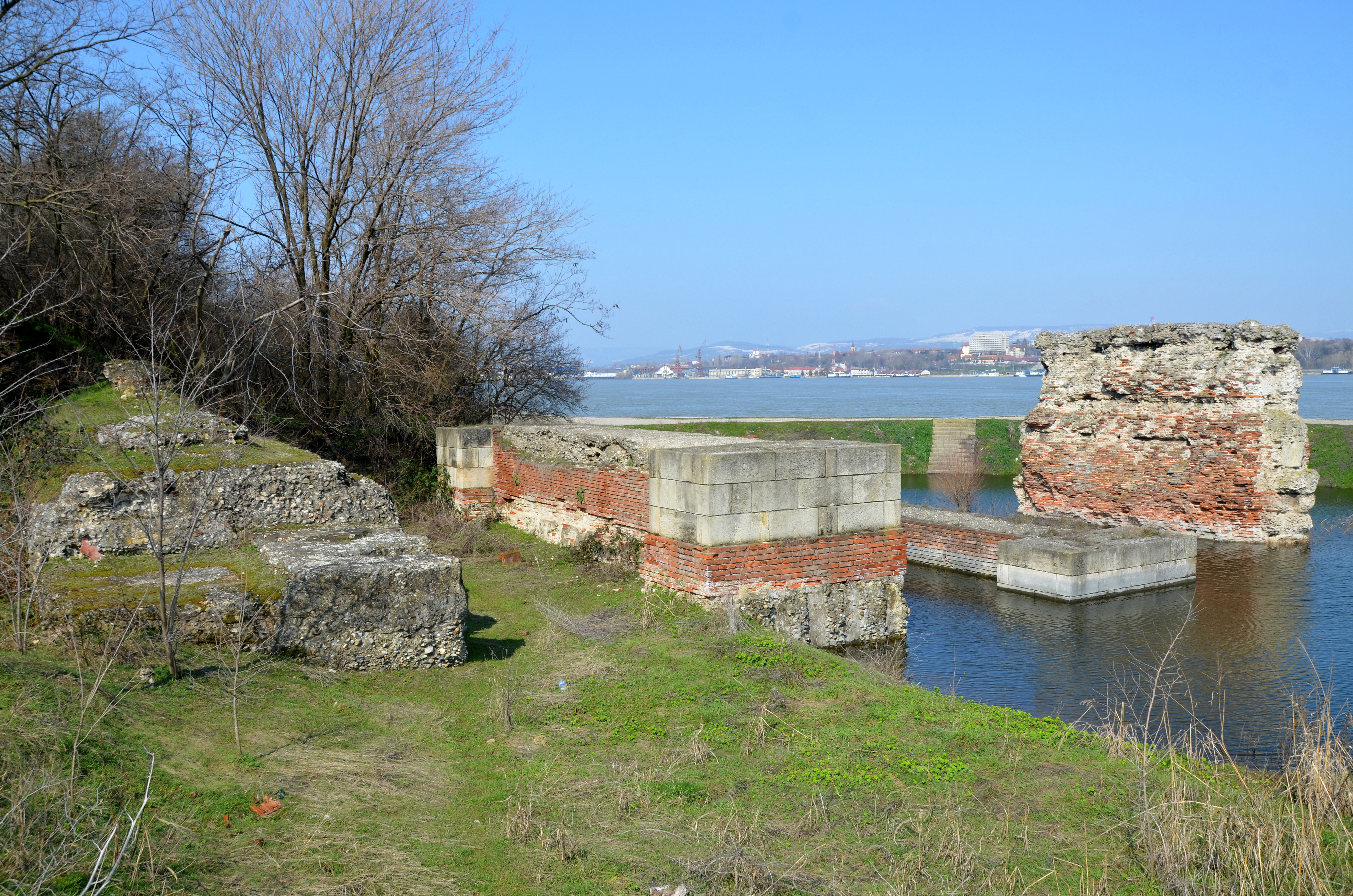
Phần còn lại của Cầu Trajan trên bờ phải Danube, Serbia.

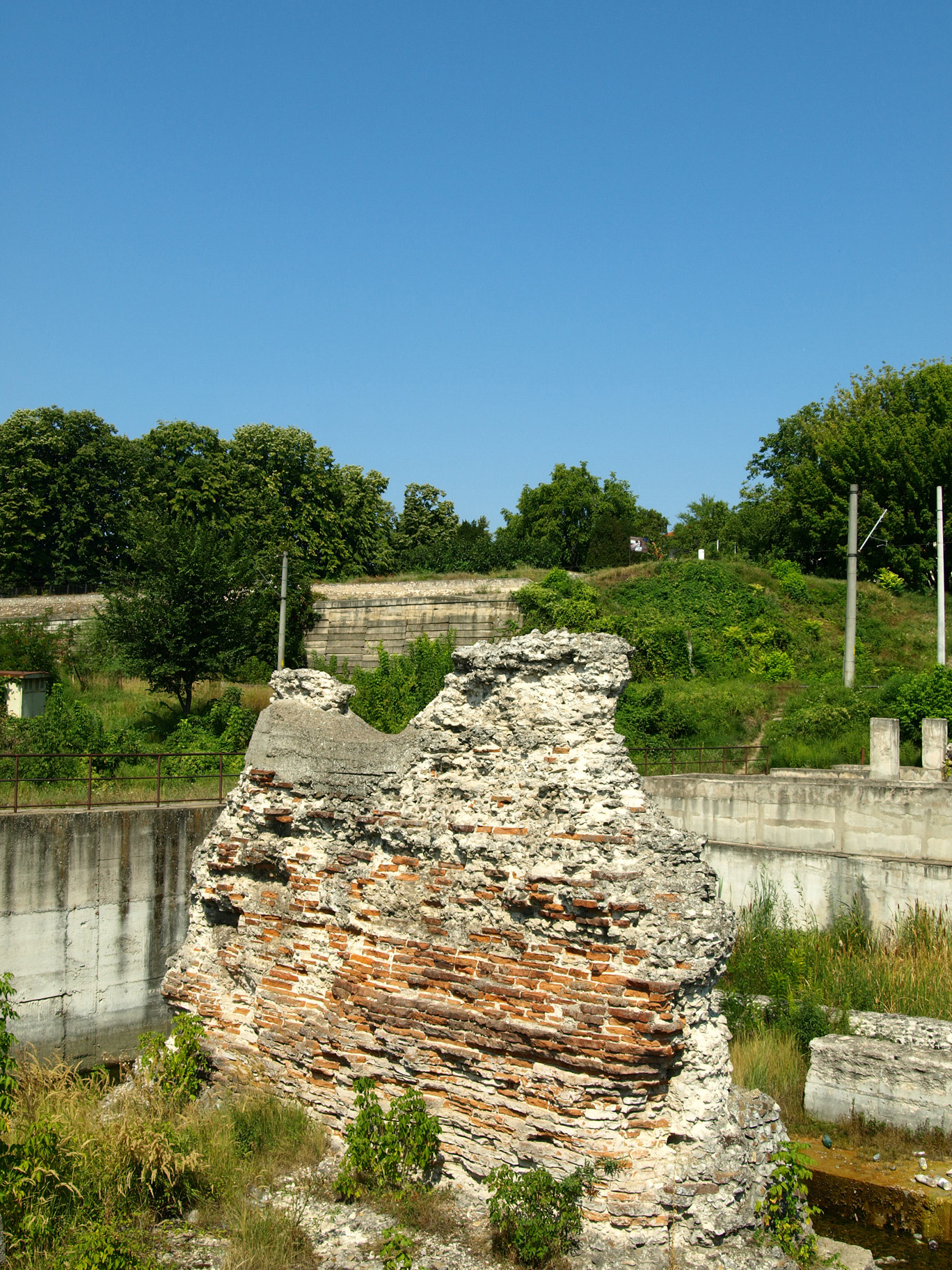
Các tàn tích vào năm 2009, được bao quanh bởi một hợp chất bê tông vuông được xây dựng để bảo vệ di tích khỏi tác động của gia tăng mực nước sau khi xây dựng đập Iron Gate I, Romania.

Cấu trúc thượng tầng bằng gỗ của cây cầu đã bị tháo dỡ bởi người kế nhiệm của Trajan là Hadrianus, có lẽ là để bảo vệ đế chế khỏi những cuộc xâm lược của tộc man rợ từ phía bắc. Cấu trúc thượng tầng đã bị phá hủy bởi phóng hỏa.
Phần còn lại của cây cầu xuất hiện trở lại vào năm 1858 khi mực nước sông Danube đạt mức thấp kỷ lục do hạn hán kéo dài. Hai mươi trụ cột vẫn nguyên vẹn cho đến đầu thế kỷ 20.
Năm 1906, Ủy ban sông Danube quyết định phá hủy hai trong số những trụ cột gây cản trở giao thông đường thủy.
Năm 1932, có 16 cây cột còn lại dưới nước, nhưng năm 1982 chỉ có 12 cây được các nhà khảo cổ học lập bản đồ; bốn cột kia có lẽ đã bị nước cuốn trôi. Hiện tại chỉ có các trụ cột vào được nhìn thấy trên bờ sông Danube, một ở Romania và một ở Serbia.
Năm 1979, Cầu Trajan đã được thêm vào Điểm Văn hóa Quan trọng Đặc biệt, và năm 1983 trên Danh mục Quan trọng Đặc biệt về Địa điểm Khảo cổ, và được bảo vệ bởi Cộng hòa Serbia.